# کپسایسین

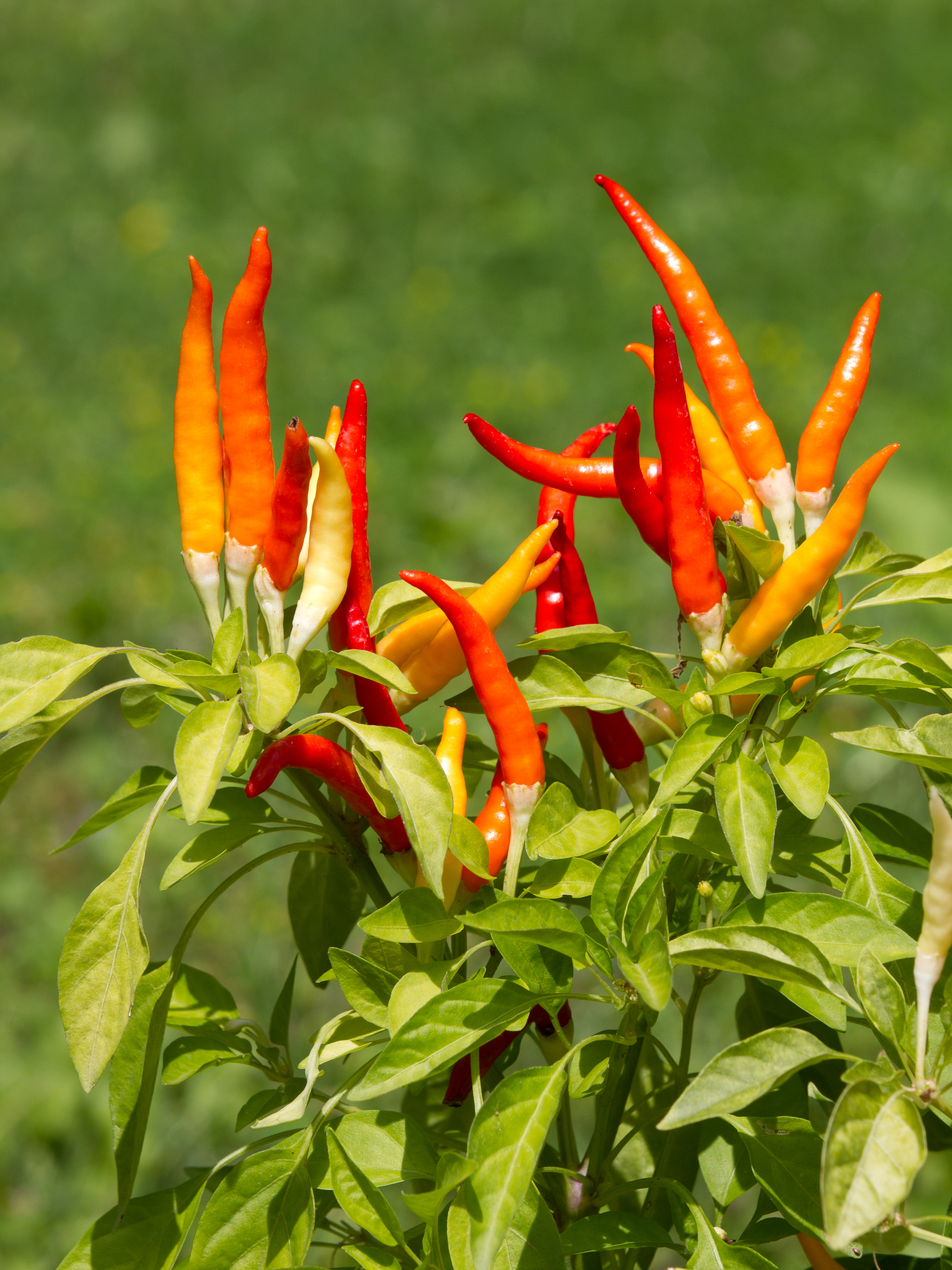

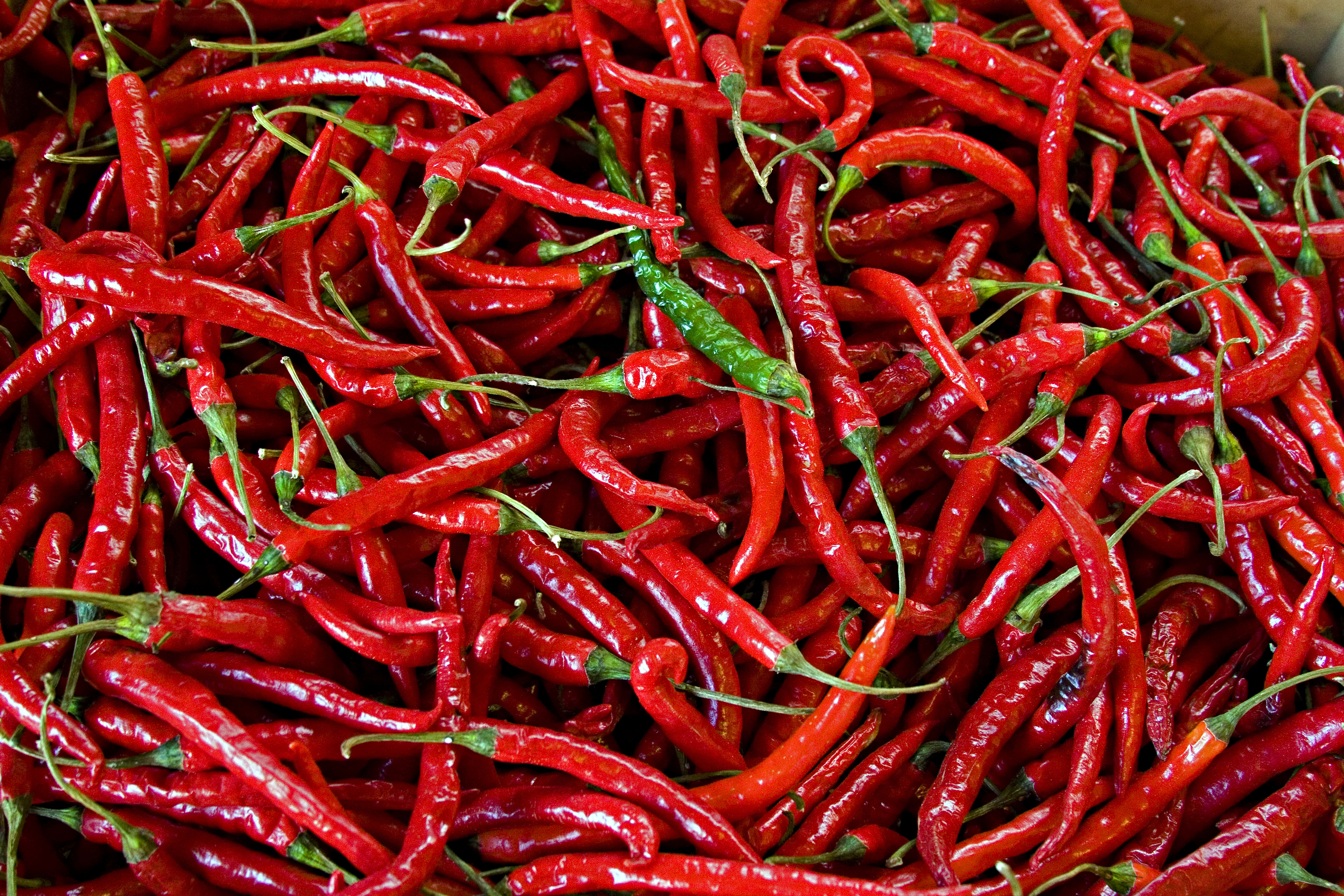
فلفل قرمز

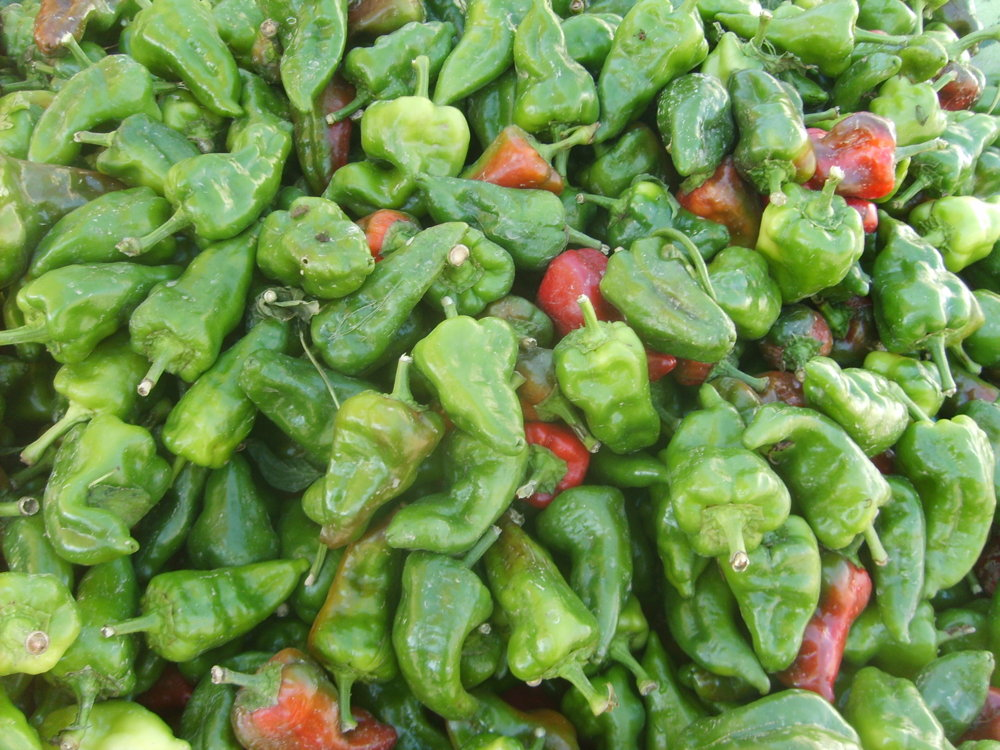
فلفل سبز تند

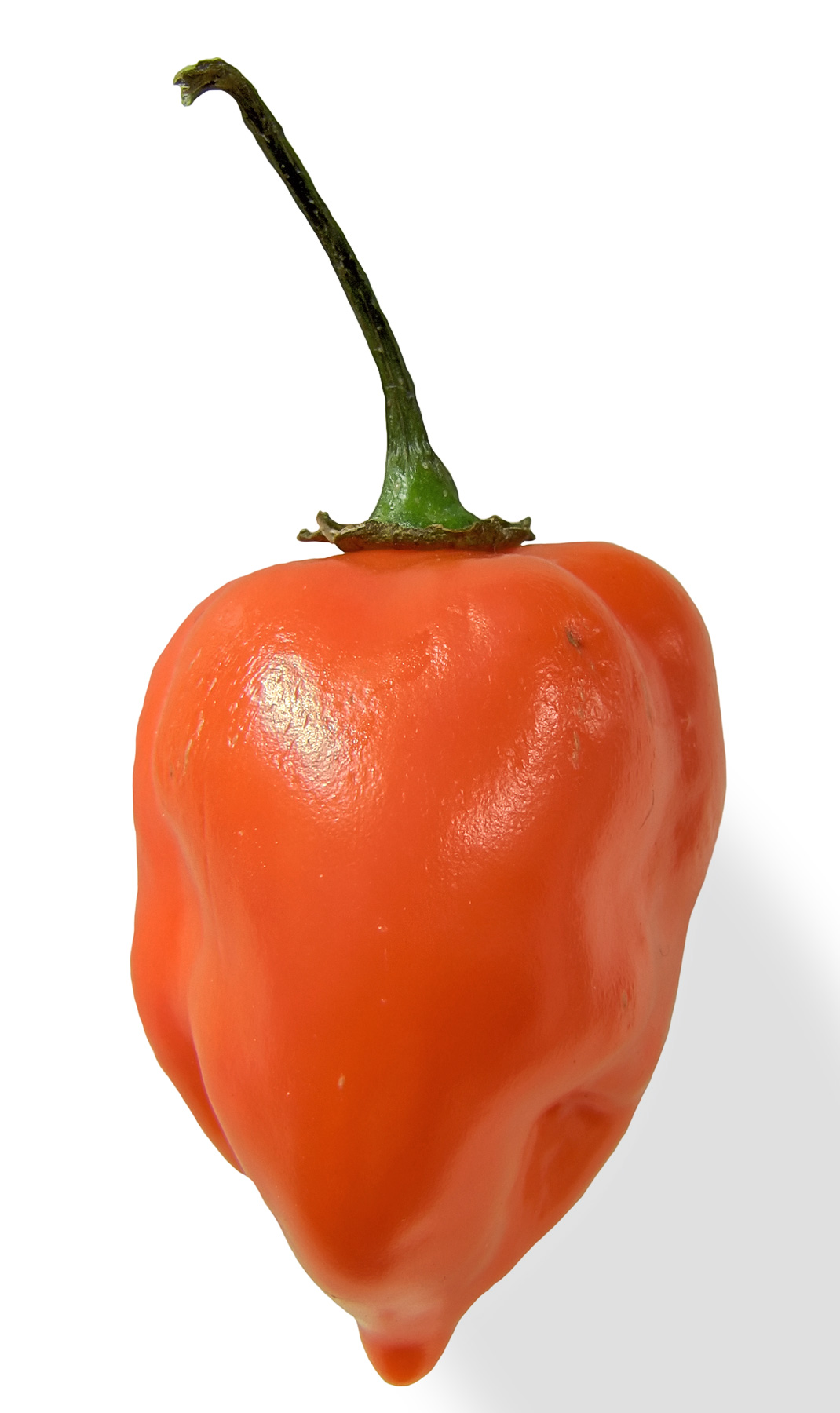
فلفل هابانرو

کپسایسین یا کاپسِی‌سین (به انگلیسی: Capsaicin) ماده‌ای شیمیایی تند موجود در فلفل‌های چیلی است که گیاهانی از سرده کپسیکوم می‌باشند. این ماده در فلفل‌های تند (سبز و قرمز) یافت می‌شود.
علت اصلی تند بودن فلفل‌ها همین ماده است و خوردن آن باعث افزایش دمای بدن و احساس گرمی می‌شود.

## خواص این ماده
این ماده خاصیت آنتی‌اکسیدانی دارد که سلول های بدن را از آسیب مولکول های رادیکال آزاد محافظت می‌کند و از خاصیت ضد باکتریایی نیز برخوردار است. این ماده سیستم قلبی عروقی را تحریک و سیستم هاضمه را تقویت کرده و درد روی پوست یا مفاصل بدن را تسکین می‌بخشد و برای مثانه به عنوان داروی ضد احتقان و ضد باکتری مؤثر است. کپسایسین نه تنها درد آرتروز و آرتریت روماتوئید را تسکین می‌دهد بلکه هنگام استفاده به شکل موضعی، میزان ورم ناشی از این بیماری‌ها را کاهش می‌دهد. فلفل با تحریک ترشح آنزیم‌های گوارشی در معده و نابودی باکتری‌هایی که می‌توانند عامل عفونت باشند، قدرت هضم را تقویت می‌کند. خاصیت ضد باکتری فلفل از بروز اسهال ناشی از عفونت جلوگیری می‌کند.

## خواص دارویی

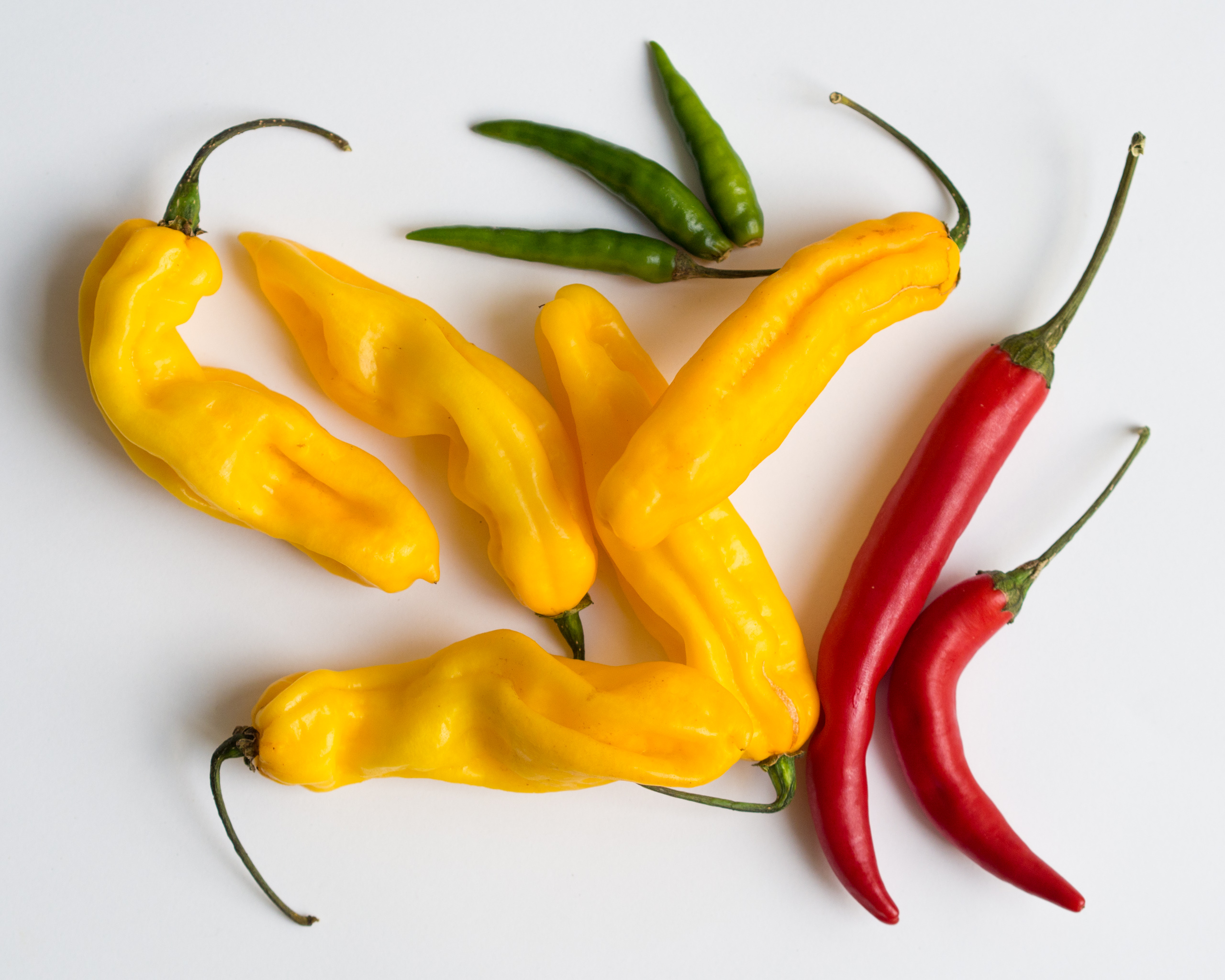
فلفل چیلی زرد و قرمز

### کاهش زخم معده
تحقیقات نشان داده‌است که کپسایسین موجود در فلفل تند، باعث کاهش بروز زخم معده می‌شود. کپسایسین، موجب افزایش جریان خون در قسمت مخاطی معده و تولید مخاط به وسیلهٔ دیوارهٔ معده می‌شود، بنابراین بافت معده در برابر ترشح اسید معده مصون باقی می‌ماند.
مطالعات نشان داده‌است، که خوردن ۲۰ گرم فلفل، حدود ۳۰ دقیقه قبل از خوردن یک عدد آسپیرین، از اثرات تخریبی این دارو بر بافت معده و دوازدهه، در اثر مصرف طولانی مدت مواد شیمیایی آن جلوگیری می‌کند.

### کاهش ناراحتی معده در افراد الکلی
افرادی که در طولانی مدت الکل مصرف می‌کرده‌اند، اگر عادت به خوردن فلفل نیز داشته‌اند، بافت معده‌شان کمترین آسیب را دیده‌است. در حالی که بسیاری از مردم به غلط تصور می‌کنند، فلفل می‌تواند ناراحتی‌های معده را تشدید کند.

### ضد سرطان
فلفل داروی ضد سرطان است. از فلفل می‌توان در درمان سرطان و حتی برای پیشگیری از ابتلا به این بیماری استفاده کرد. تحقیقات نشان داده‌اند کپسایسین موجود در فلفل، به عنوان یک ترکیب ضد سمی عمل کرده و مانع از فعالیت ترکیبات سرطان‌زا در بدن می‌شود و از تشکیل تومورهای بدخیم در بدن جلوگیری می‌کنند.

### اثر فلفل در سرماخوردگی
کپسایسین موجود در فلفل به خصوص در فلفل معمولی، ترکیبی شیمیایی دارد که موجب تحریک سیستم ایمنی شده و به این سیستم در حمله به عوامل عفونی کمک می‌کند. این ترکیبات موجب تحریک معده برای ترشح اسید می‌شود؛ بنابراین افرادی که در برنامهٔ غذایی شان به‌طور مرتب از این سبزی استفاده می‌کنند، کمتر به بیماری‌های عفونی مبتلا می‌شوند.
در بعضی موارد استفاده از این سبزی بر روی پوست می‌تواند سبب آلرژی و حساسیتهایی شود از این رو به افراد توصیه می‌شود که در مصرف فلفل، بر روی پوست دقت بیشتری اعمال کنند.

### کاهش چربی
کپسایسین ممکن است به کاهش وزن کمک کند. نتایج یک تحقیق در سال ۲۰۱۴ نشان داد که مصرف کپسایسین قبل از وعده غذایی احساس سیری را افزایش می‌دهد. به دلیل کم بودن تعداد افراد شرکت کننده (۱۵ نفر) به تحقیقات بیشتر برای تأیید این نتایج نیاز است. همچنین کپساسین باعث افزایش موقت متابولیسم بدن می‌شود.

### درمان آفت دهان
جهت درمان و بی‌حس کردن آفت دهان، با پودر فلفل قرمز و آب می‌توانید خمیر درست کنید و روی زخم بمالید. (مواظب باشید زبانتان آن را لمس نکند) ولی مواظب باشید بیشتر از دو بار در روز این کار را انجام ندهید.

### عمر بیشتر
مطالعه جدیدی که در ایالات متحده آمریکا صورت گرفته و در مجله پلاس وان منتشر شده می‌گوید: آزمایشی بر روی ۱۶ هزار نفر صورت گرفته که نشان می‌دهد احتمال مرگ این افراد (از هرنوع که باشد) با مصرف فلفل تند به‌طور چشم‌گیری کاهش یافته و حدود ۱۳ درصد کمتر شده‌است. عامل این مسئله ماده کپسایسین است که در فلفل تند وجود دارد. البته هنوز محققین به درستی نمی‌دانند این ماده چطور اثر می‌کند.

## شیوه عملکرد
احساس تندی و درد کپسایسین نتیجه تعامل شیمیایی آن با گیرنده‌های سطح سلول است. کپسایسین با اتصال یه گیرندهٔ ۱ وانیلوئید (TRPV1) باعث ایجاد احساس مشابه گرمای شدید یا اصطکاک می‌شود.

### روش ازبین بردن تندی
برخلاف باور رایج، آب سرد تأثیری در کاهش تندی ندارد زیرا کپسایسین در آب نامحلول است. بهترین راه‌ها برای از بین بردن تندی دهان خوردن شیر سرد است یا مادهٔ اسیدی مانند آب‌لیمو می‌باشد. البته می‌توان برای این منظور از ماست خنک نیز استفاده کرد.

## کپسایسین در انواع فلفل
این ماده در انواع فلفل با نسبت‌های مختلف وجود دارد.
1. فلفل دلمه‌ای: تقریباً این ماده در آن وجود ندارد.
2. فلفل سبز تند: با درصدهای مختلف وجود دارد.
3. فلفل قرمز: نسبت به فلفل سبز تند به مقدار بیشتر وجود دارد.